# Hopewell (Illinois)
Pour les articles homonymes, voir Hopewell.
Hopewell est un village du comté de Marshall dans l'Illinois, aux États-Unis,. Situé au sud du comté, il est incorporé le 1er septembre 1983.

## Démographie
Lors du recensement de 2010, le village comptait une population de 410 habitants. Elle est estimée, en 2016, à 415 habitants.

### Source de la traduction
- (en) Cet article est partiellement ou en totalité issu de l’article de Wikipédia en anglais intitulé « Hopewell, Illinois » (voir la liste des auteurs).